# Alter-Real
O cavalo Alter-real é uma raça de cavalos portuguesa. Inicialmente desenvolvido na Coudelaria de Alter, em Alter do Chão, no Alentejo, é uma estirpe do cavalo lusitano.
É um cavalo muito dócil, elegante e inteligente. A sua pelagem padrão é geralmente castanho e a sua altura varia de 1,52 a 1,62 m na cernelha.

## História
O Cavalo Alter-real teve sua origem em Portugal no começo da Coudelaria de Alter, (Haras) fundada pelo Rei Dom João V, no início do século XVIII, quando trezentas éguas andaluzas das mais finas linhagens foram trazidas de Jerez de la Fronteira, na Espanha, para a Corte Portuguesa.
Inicialmente chamado de Alter-do-chão, mas depois seu nome foi mudado para Alter-Real, a estirpe é descendente dos cavalos andaluzes trazidos da Espanha. Entre 1809 e 1810, a raça foi ameaçada durante as invasões napoleónicas, quando as tropas  francesas do General Junot roubaram os melhores exemplares da raça. Cruzamentos com Puro-Sangue Inglês e Árabe enfraqueceram a raça, havendo grande perda de seu caráter racial, restando 12 éguas zapatas puras da raça. 
Foram salvos da extinção através da importação de três Garanhões Andaluzes em 1992 direto de Jerez de la Fronteira na Espanha. No Final do século XX, foram tomadas medidas para devolver ao Alter-Real suas antigas características e o seu melhor uso no mundo atual, além da sua preservação.
Hoje a reprodução do Alter-Real é controlada pelo Ministério da Agricultura Português e a sua utilidade é na Equitação e Adestramento e participou na formação dos cavalos brasileiros manga-larga paulista e manga-larga marchador no começo do século XIX.